# Miklós Jancsó

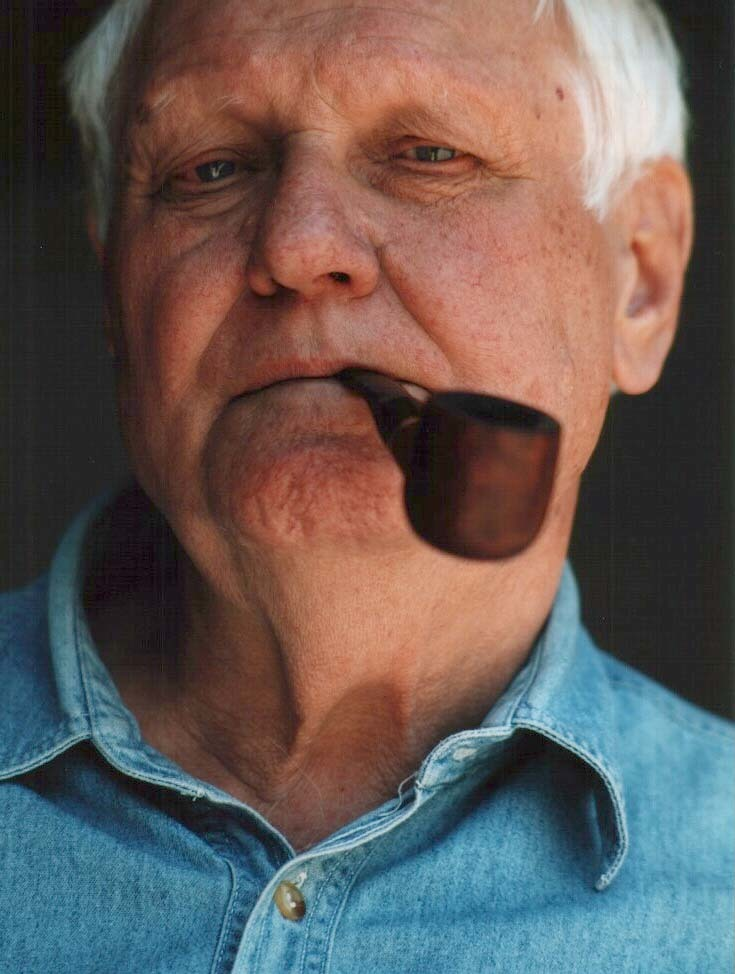
Jancsó 2000

Miklós Jancsó, född 27 september 1921 i Vác, död 31 januari 2014 i Budapest, var en ungersk filmregissör.
Efter studier i juridik, etnografi och konsthistoria antogs han till filmregilinjen vid Budapests teater- och filmakademi och långfilmsdebuterade 1958. Hans filmer kom tidigt i karriären att kännetecknas av ambitiös iscensättning, långa tagningar och många kameraåkningar. Det tema som återkommer är den enskildes kamp mot överheten.
Filmen Män utan hopp från 1966 skildrar eftermälet till ungerska revolutionen 1848–1849 och har tydliga paralleller till Ungerns samtida motståndskamp mot Sovjetunionen; filmen drog miljonpublik i hemlandet och blev ett genombrott utomlands. Detsamma gällde Röda och vita från 1967, en ungersk-sovjetisk samproduktion om det ryska inbördeskriget, som i sin originalversion förbjöds i Sovjet. På 1970-talet utvecklade Jancsó ett mer stiliserat och symbolladdat uttryck, vilket bland annat syns i Elektra från 1974. Han levde under en tid i Italien där han gjorde flera filmer och kom även att arbeta som teaterregissör. Under 1980- och 90-talen fortsatte han inom filmen om än med mindre uppmärksammade verk än tidigare. Under 2000-talet gjorde han främst anspråkslösa filmer utan internationell uppmärksamhet.

## Filmregi i urval
- Oldás és kötés (1963)
- Så har jag kommit (Így jöttem) (1965)
- Män utan hopp (Szegénylegények) (1966)
- Csend és kiáltás (1967)
- Röda och vita (Csillagosok, katonak) (1967)
- Frihetens vindar (Fényes szelek) (1969)
- Sirocco d'hiver (1969)
- Guds lamm (Égi bárány) (1970)
- Röd hymn (Még kér a nép) (1972)
- Elektra (Szerelmem, Elektra) (1974)
- Syndafallet (Vizi privati, pubbliche virtù) (1976)
- Allegro barbaro (1979)
- Magyar rapszódia (1979)
- Jézus Krisztus horoszkópja (1988)
- Isten hátrafelé megy (1990)
- Kék Duna keringő (1991)
- Nekem lámpást adott kezembe az Úr, Pesten (1999)
- Anyád! A szúnyogok (2000)